# Altuchovo
Altuchovo (anche traslitterato come Altuhovo) è una cittadina della Russia europea occidentale, situata nella oblast' di Brjansk. È dipendente amministrativamente dal rajon Navlinskij.
Sorge nella parte orientale della oblast', sul fiume Krapivna, sulla linea ferroviaria che da Brjansk conduce a Kiev.